# Гашпарова, Элеонора
Элеонора Гашпарова (словац. Eleonóra Gašparová, 31.08.1925, Опатовце-на-Житаве, Чехословакия — 6.07.2010, Братислава, Словакия) — словацкая детская писательница. Наиболее известное её произведение — «Фонтан для Зузаны», по которому в 1985 году режиссёром Душаном Рапошем был снят одноимённый фильм. В 1991 и 1999 годах вышли 2-я и 3-ья части этого фильма.

## Биография
Элеонора Гашпарова родилась 31 августа 1925 года в местечке Опатовца-на-Жлтаве (ныне часть города Злате-Моравце). После обучения в реальной гимназии в Злате-Моравце обучалась на отделении словацкого и французского языков Философского факультета Словацкого университета (ныне Братиславский университет имени Коменского), а также на отделении пения в Братиславской консерватории (1945—1950). По окончании обучения работала редактором в издательстве «Смена» (1950—1951), затем в издательстве «Младе Лета», где оставалась ведущим редактором произведений словацких авторов до 1979 года. С 1958 года совмещала редакторскую и писательскую деятельность. Скончалась 6 июля 2010 года в Братиславе в возрасте 84 лет.

## Произведения

### Проза
- Открытые дни (1984)

### Для детей и юношества
- Картинки, нарисованные Юрко (1958)
- Карандаши и голы (1960)
- Сахарная сказка (1960)
- Здравствуй, первый класс (1961)
- Каникулы со сказкой (1963)
- Уважаемая левая рука (1963)
- След на асфальте (1964)
- Сокровища Колокольной горы (1967)
- Поющее бревно Хелена (1967)
- Фонтан для Зузаны (1971)
- Дети из голубого окна (1974)
- Концерт без роз (1974)
- Алло, разыскивается братик (1975)
- Тяжело мустангу (1976)
- Медведь для братика (1979)
- Голубое солнце (1981)
- Для кого играет гармошка (1984)
- Босые ножки (1985)
- Живая лошадка (1985)

### Редакторская деятельность
- Людмила Подъяворинска «Стихи» (1956)
- Чего я добился (1956)
- У меня есть любименький (1957)
- Танцевала свёкла с дыней (1957)
- Детский год II (1958)
- От сказки к сказке (1959)

### Литературное творчество — переводы с чешского
- Богумил Ржига «По сигналу звонка» (1955)
- Эдуард Петишка «О яблоньке» (1959)

МОНОГРАФИИ ОБ ЭЛЕОНОРЕ ГАШПАРОВОЙ
- Stanislavová, Z.: Eleonóra Gašparová. In: Sliacky, O. a kol.: Slovník slovenských spisovateľov pre deti a mládež (2., rozš. vydanie). Bratislava: LIC 2009. Maťovčík, A. a kol.: Slovník slovenských spisovateľov 20. storočia (2. vydanie). Bratislava — Martin: LIC a SNK 2008. Kepštová, Ľ.: Každodennosť ako dobrodružstvo. In: Bibiana, 7, 2000, č. 3. Obert, V.: Výchovné tendencie detskej literatúry. Univerzita Konštantína Filozofa, Nitra 1999. Sliacky, O., Stanislavová, Z.: Kontúry slovenskej literatúry pre deti a mládež v rokoch 1945—1997. Náuka, Prešov 1998. Kopál, J.: Teenagerský svet v prózach s dievčenskou hrdinkou. In: Žánrové hodnoty literatúry pre deti a mládež (4). Univerzita Konštantína Filozofa, Nitra 1997. Ferková, H.: Dobrodružstvá každodennosti. In: Bibiana, 3, 1995, č. 2. Redererová, V.: Eleonóra Gašparová: Spievajúce drevo Helena, Koncert bez ruží. In: Romboid, 23, 1988, č. 9. Blahová, A.: Eleonóra Gašparová: Bosé nôžky. In: Zlatý máj, 31, 1987, č. 3. Kopál, J.: Eleonóra Gašparová: Komu hrá harmonika. In: Zlatý máj, 29, 1985, č. 4. Bžoch, J.: Eleonóra Gašparová: Modré slnko. In: Zlatý máj, 26, 1982, č. 8. Jurčo, J.: Eleonóra Gašparová: Medveď pre bračeka. In: Zlatý máj, 24, 1980, č. 4. Kopál, J.: Eleonóra Gašparová: Medveď pre bračeka. In: Slovenské pohľady, 96, 1980, č. 11. Kopál, J.: Eleonóra Gašparová: Ťažko je mustangovi. In: Zlatý máj, 22, 1978, č. 4. Poliak, J.: Rozhovory o literatúre pre mládež. Mladé letá, Bratislava 1978. Klátik, Z.: Dievčenský román. In: Slovo, kľúč k detstvu. Mladé letá, Bratislava 1975. Pifko, H.: Dve tváre všedného dňa. In: Slovenské pohľady, 79, 1963, č. 11. Tenčík, F.: Poučení ze dvou slovenských knížek o dětech z první třídy. In: Zlatý máj, 6, 1962, č. 6 — 7. Poliak, J.: Úskalia tvorby pre najmenších. In: Mladá tvorba, 1959, č. 3.